# Ганекер, Галина Трофимовна
Гали́на Трофи́мовна Ганекер (10 апреля 1917, Баку — 7 октября 1988  Архивная копия от 24 апреля 2017 на Wayback Machine) — советская легкоатлетка.
Заслуженный мастер спорта СССР (1943). Выступала за Баку — спортивные общества «Большевик», «Нефтяник» (1934—1947), Ленинград — СКА (1948—1953).
Бронзовый призёр ЧЕ 1950, 6-кратная чемпионка СССР (1939—1948) в прыжках в высоту; результата, с которым она стала чемпионкой СССР 1948 года (1,63 м), было бы достаточно для завоевания бронзовой медали Олимпийских игр 1948 года.

## Биография
Ганекер — первая советская высотница мирового уровня: её результаты входили в десятку лучших результатов сезона в мире в 1940, 1943—1945 (1945 — лидер сезона), 1947—1952. В 1939—1945 годах она была безоговорочным лидером в СССР; в 1946 году лидерство перешло к Александре Чудиной. После сезона 1947 года Ганекер переехала в Ленинград, где стала тренироваться у Григория Никифорова, и в 1948 году ей удалось выиграть у Чудиной чемпионат СССР (1,63 м против 1,60 м).
Во время Великой Отечественной войны Ганекер работала в госпитале медсестрой.

## Спортивные результаты
|       | Прыжки в высоту | Прыжки в высоту |
| Место | Результат       |                 |
| ----- | --------------- | --------------- |
| 1952  | 11-е место      | 1,55 м          |

|       | Прыжки в высоту | Прыжки в высоту |
| Место | Результат       |                 |
| ----- | --------------- | --------------- |
| 1950  | 3-е место       | 1,63 м          |

|       | Прыжки в высоту | Прыжки в высоту |
| Место | Результат       |                 |
| ----- | --------------- | --------------- |
| 1936  | 2-е место       | 1,50 м          |
| 1937  | 2-е место       | 1,50 м          |
| 1938  |                 |                 |
| 1939  | чемпионка       | 1,55 м          |
| 1940  | чемпионка       | 1,55 м          |
| 1943  | чемпионка       | 1,55 м          |
| 1944  | чемпионка       | 1,55 м          |
| 1945  | чемпионка       | 1,55 м          |
| 1946  |                 |                 |
| 1947  | 2-е место       | 1,60 м          |
| 1948  | чемпионка       | 1,63 м          |
| 1949  | 2-е место       | 1,57 м          |
| 1950  | 2-е место       | 1,58 м          |
| 1951  | 2-е место       | 1,61 м          |
| 1952  | 3-е место       | 1,58 м          |

Рекорды СССР
```
прыжки в высоту     1,56            13.09.1937   
Москва

                    1,57            23.06.1940   
Киев

                    1,58             6.10.1943   
Ереван

                    1,59            13.10.1945   
Тбилиси
```